# کبیت
اهداف(مقاصد) کنترلی برای اطلاعات و فناوری‌های مربوطه(COBIT) یک چارچوب ایجاد شده توسط ISACA برای مدیریت فناوری اطلاعات(IT) و حاکمیت فناوری اطلاعات است. چارچوب مزبور بر کسب‌وکار سازمان متمرکز(متوجه) بوده و مجموعه‌ای از فرآیندهای کلی و عمومی برای مدیریت IT تعریف می‌کند که هرکدام از این فرآیندها همراه با ورودی‌ها و خروجی‌های فرآیند، فعالیتهای کلیدی فرآیند، اهداف و مقاصد فرآیند، سنجه‌های اندازه‌گیری کارایی فرآیند و یک مدل بلوغ اولیه از فرآیند می‌باشند.
این چهارچوب، پشتیبانی مجموعه ابزارهایی است که به مدیران اجازه می‌دهد تا بین شکاف کنترل نیازها، مشکلات تکنولوژی و ریسک اقتصادی پلی بزنند.

## بررسی اجمالی
انجمن حسابرسی و کنترل سامانه‌های اطلاعاتی برای اولین بار کوبیت را در سال ۱۹۹۶ منتشر کرد. ویرایش کنونی حاصل نسخه COBIT 5 در سال 2012. COBIT با هدف «تحقیق، توسعه، نشر و ترویج معتبر، به روز، مجموعه ای بین‌المللی که پذیرفته شده فناوری اطلاعات در کنترل اهداف برای روز به روز استفاده توسط مدیران کسب و کاری است که آن حرفه ای و تضمین حرفه ای».

## اجزاء
اجزاء کوبیت عبارتند از:
1. چارچوب
2. روند توضیحات
3. کنترل اهداف
4. دستورالعمل مدیریت
5. بلوغ مدل